# Batalion „S”
 Batalion „S” – jednostka specjalna Polskich Sił Zbrojnych.
Sformowany 17 kwietnia 1942 w okolicach Jangi Jul koło Taszkentu z najmłodszych wiekiem żołnierzy jako specjalna jednostka dyspozycyjna. Dowódcą mianowany został, przeniesiony z Wielkiej Brytanii, rotmistrz Zbigniew Kiedacz.

## Skład organizacyjny
- 1 kompania – por. Tadeusz Zieliński
- 2 kompania – por. Władysław Stacewicz
- pluton łączności – ppor. Jan Lalko
- pluton przeciwpancerny – ppor. Jerzy Ostaniewicz
- pluton saperów – sierż. pchor. Jabłoński

16 maja 1942 batalion liczył piętnastu oficerów i 360 szeregowych, miał dwa konie do biedek i jeden motocykl. 1 lipca rozrósł się do szesnastu oficerów i 400 szeregowych.
Uzbrojenie batalionu stanowiły: karabiny – SWT wz. 40 (według etatu – 138), pistolety maszynowe – PPSz wz. 41 (153), ckm – „Maxim” wz. 10 (6), rkm – „Diegtiariew” wz. 28 (9), rewolwery – „Nagant” wz. 1895 (609) i moździerze 82 mm Wz. 37 (6)

## Na Bliskim Wschodzie
8 sierpnia 1942 batalion został przewieziony koleją do Krasnowodska. Zdano tam broń sowiecką i załadowano się na statek. 14 sierpnia oddział wyładował się w perskim porcie Pahlevi. Na drugi dzień został zakwaterowany w obozie przejściowym. Miał wtedy 662 oficerów i szeregowych, z czego 24 w szpitalach.

## Przeformowanie
3 października 1942 Batalion „S” przekształcony został w 15 Pułk Kawalerii Pancernej. Stał się tym samym jednostką rozpoznawczą 5 Kresowej Dywizji Piechoty. 1 grudnia 1943 pułk przemianowano na 15 Pułk Ułanów Poznańskich.